# Acheloos-Maler

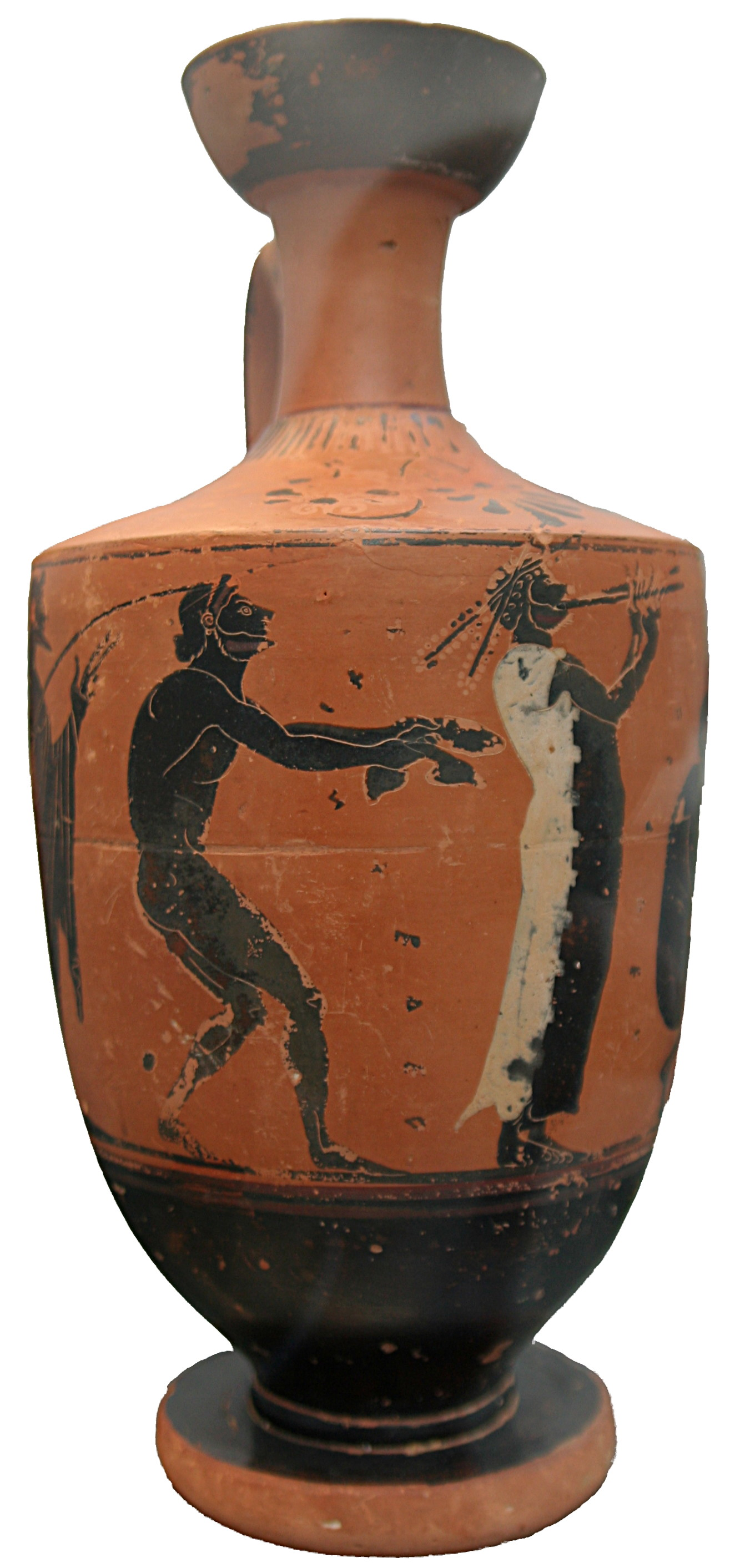
Athlet mit Sprunggewichten in den Händen und Aulosmusiker, schwartzfiguriger Lekythos des Acheloos-Malers, Staatliche Antikensammlungen (Inv. 1892)

Der Acheloos-Maler (tätig um 525 bis 500 v. Chr. in Athen) war ein griechischer Vasenmaler des schwarzfigurigen Stils. Seinen Notnamen erhielt er nach einer Darstellung des Kampfes des Flussgottes Acheloos gegen Herakles auf der Amphora F 1851 in der Berliner Antikensammlung. Er gehörte der sogenannten Leagros-Gruppe an.

## Ausgewählte Werke
- Altenburg, Staatliches Lindenau-Museum

Halsamphora 221
- Basel, Antikenmuseum und Sammlung Ludwig

Bauchamphora BS 1906.294
- Berlin, Antikensammlung

Amphora F 1845 • Amphora F 1851 • Hydria F 1905
- Cambridge, Harvard University Art Museums

Amphora 1960.314
- Florenz, Museo Archeologico Etrusco

Spitzamphora 3871
- London, The British Museum

Panathenäische Amphora B 167
- Mississippi, University of Mississippi

Amphora 1977.3.71
- München, Glyptothek und Antikensammlung

Spitzamphora SL 459
- Reading, The Ure Museum of Greek Archaeology

Amphora 45.10.22
- Toledo, Toledo Museum of Art

Spitzamphora 58.69
- Würzburg, Martin-von-Wagner-Museum

Amphora 210